# 松岡嘉兵衛
松岡 嘉兵衛（まつおか かへえ、1906年（明治36年）6月5日 - 1989年（平成元年）7月31日）は、昭和期の林業家、実業家、政治家。衆議院議員、静岡県榛原郡上川根村長、同本川根町長。

## 経歴
静岡県榛原郡上川根村千頭（本川根町を経て現川根本町千頭）で生まれる。1922年（大正11年）静岡県立中泉農学校（現静岡県立磐田農業高等学校）を卒業した。
千頭木材 (株) を設立。その他、上川根農業協同組合長、本川根町森林組合長、静岡県森林組合連合会理事、川根茶業組合長などを務め、林業、農業の振興に尽力した。
また、上川根村会議員、同村助役、上川根村長を務め、上川根村と東川根村の合併を推進し、1956年（昭和31年）本川根町の成立に伴い初代町長に就任した。1958年（昭和33年）5月の第28回衆議院議員総選挙に静岡県第1区から自由民主党公認で出馬して当選し、衆議院議員に1期在任した。この間、自民党幹事、同全国組織委員会婦人局次長、同婦人組織部長などを務めた。その後、第29回総選挙に出馬したが次点で落選した。
その他、大井川鐵道取締役、同相談役、板倉貿易倉庫取締役、静岡木材防腐取締役社長、桜屋物産取締役社長などを務めた。
引退後は豊川稲荷千頭別院を建立して（のちに閉院）、地域と住民のために祈りを捧げる生活を送った。